# We Must Do Our Best
We Must Do Our Best è un cortometraggio muto del 1909 diretto da Van Dyke Brooke.
Fu la prima apparizione sullo schermo come attori bambini di Kenneth Casey, che per la Vitagraph avrebbe girato più di 50 pellicole, e Moe Howard, che da adulto diventò famosissimo come uno dei membri del trio comico The Three Stooges (conosciuto in Italia con il nome I tre marmittoni).

## Produzione
Il film fu prodotto dalla Vitagraph Company of America.